# Die Sullivans
Die Sullivans (Originaltitel: The Sullivans) ist eine australische Seifenoper, die während des Zweiten Weltkriegs spielt. In der Serie geht es um die Familie Sullivan aus Melbourne, bestehend aus Vater Dave, Mutter Grace, den Söhnen John, Tom und Terry sowie der Tochter Kitty Sullivan, welche den Alltag während des Krieges zu meistern versucht. Neben nationaler Popularität hatte sie ebenfalls im Vereinigten Königreich, in Irland, Gibraltar, Neuseeland und der Niederlande große Erfolge zu verbuchen.

## Produktion

### Produktionsbeginn
Der Sender Nine Network begann die Produktion ohne eine Pilotfolge auszustrahlen. 14 Autoren wurden 13 verschiedenen Handlungssträngen zugewiesen, welche zuvor entwickelt wurden. Bei Beginn der Drehbucharbeiten stand nicht einmal die komplette Besetzung fest. Lediglich Vikki Hammond und Noni Hazelhurst waren bereits für Rollen engagiert worden.
1976 war sie die Produktion mit dem größten Budget für ein Projekt eines australischen Privatfernsehsender und wurde deshalb sehr hoch angesehen. Rückwirkend sollen die Produktionskosten zu Beginn 1 Million Dollar betragen haben.

### Allgemeines zur Produktion
Die Serie ist für ihre hohen Produktionsstandards bekannt. So achtete man bei den Kriegsszenen auf historische und kulturelle Genauigkeit. So wurden einige Diskussionen im Militär aus historischen Dokumenten rekonstruiert. Auch das Wetter wurde aus alten Zeitungsdaten rekonstruiert und dem Datum entsprechend umgesetzt. Auch bei den Requisiten wurden darauf geachtet, dass sie der damaligen Zeit entsprachen. So wurden nicht nur echte Möbel aus den 1930er-Jahren genutzt, sondern auch alte noch verpackte Lebensmittel in den Speisekammern und im Lebensmittelladen platziert.

## Handlung und Handlungsrahmen
Beginn der Handlung ist die Kriegserklärung an Deutschland. Die folgende Handlung konzentriert sich auf die Familie Sullivan und die Nachbarschaft. Es gibt mehrere Handlungsstränge. Ein Großteil der Serie beschäftigt sich mit dem Krieg und den Folgen für Australien. Szenen von Schlachten in Griechenland, den Niederlanden, im Vereinigten Königreich, in Neuguinea u. a. wurden in oder um Melbourne gedreht.

## Hauptfiguren
- Dave Sullivan (Paul Cronin) ist ein Patriarch, Veteran aus dem Ersten Weltkrieg und der Ehemann von Grace. Er ist Anglikaner, allerdings ohne jeden Bezug oder Ausübung. Nach dem Ausbruch des Zweiten Weltkrieges ermutigt er seine Söhne selbst in den Krieg zu ziehen. Später meldet er sich jedoch selbst freiwillig an. 1948 wird er von einem Auto erfasst und erliegt seinen Verletzungen.

- Grace Sullivan (Lorraine Bayly) ist die Tochter eines Arztes, Matriarchin und die Ehefrau von Dave. Anfangs ist sie gegen die Idee, dass ihre Söhne im Krieg dienen, später findet sie sich mit der Situation ab. Sie ist fromme Katholikin und hat deshalb öfter Streit mit ihrem Ehemann. Später fliegt sie nach London, um bei ihrem Sohn John zu sein, welcher durch Kriegsverletzungen im Krankenhaus liegt. Als eine deutsche Rakete das Krankenhaus trifft, stirbt sie.

- John Sullivan (Andrew McFarlane) ist der älteste Sohn von Grace und Dave und Medizinstudent. Er ist komplett gegen den Krieg, was zu vielen Probleme mit seinem Vater führt. Ein weiteres Problem ist seine Beziehung zu der in Deutschland geborene Emigrantin Anna Kaufmann. Nach ihrem Tod schloss er sich dem Sanitätsdienst im Krieg an, bis er auf dem Meer mit dem Schiff scheinbar unterging und zwei Jahre lang für Verschollen gehalten wurde. Seine Rückkehr wird nie gezeigt. Allerdings wird er von seiner Mutter besucht, als er im Krankenhaus liegt. Er stirbt nicht und wird nur leicht verletzt, als die Rakete das Krankenhaus trifft. Anschließend sucht er nach der Frau, die er im Krieg geheiratet hat, und findet sie in Palästina.

- Tom Sullivan (Steven Tandy) ist der zweitälteste Sohn der Sullivans und, im Gegensatz zu seinem Bruder John, zieht er in den Krieg, um für sein Land zu kämpfen. Die größte Zeit der Serie verbringt er bei der Armee, wo er schließlich zum Offizier ernannt wird. Später kehrt er allerdings zurück, um ein Zivilleben zu führen. Er beginnt ein Studium und heiratet die amerikanische Anwältin Patty Spencer (Penny Downie). Die Ehe ist allerdings nicht erfolgreich.

- Terry Sullivan (Richard Morgan) ist der jüngste Sohn von Grace und Dave und Schüler, welcher träumt einmal bei der Air Force zu arbeiten. Probleme mit seinem Innenohr verhindern dies allerdings und er geht zur Armee. Er heiratet Caroline (Geneviève Picot), hat bald jedoch Probleme in der Ehe, aber auch in der Armee. Er kommt in das Kriegsgefangenenlager Changi und kämpft später mit Probleme im Zivilleben. 1946 kommt er wegen eines bewaffneten Raubüberfalls ins Gefängnis und flüchtet zwei Jahre später mit einem anderen Häftling. In der finalen Folgen ist er derjenige, welcher den Unfallwagen fährt, welcher den Tod des Vaters verursacht. Indirekt ist er für den Tod seines Vaters verantwortlich.

- Kitty Sullivan (Susan Hannaford) ist das jüngste Kind der Sullivans und die einzige Tochter. Anfangs eher schüchtern und zurückhaltend, prägt sie der Krieg sehr, sodass sie zum Ende des Krieges Krankenschwester wird. Sie heiratet den Kriegsberichterstatter Robbie McGovern (Graham Harvey), welcher, getrieben durch seine Kriegserfahrungen, später Selbstmord begeht.

- Harry Sullivan (Michael Caton) ist der jüngere Bruder von Dave Sullivan, der Onkel von John, Tom, Terry und Kitty, Schwager von Grace. Im Gegensatz zu seinem Bruder Dave konnte er altersbedingt nicht am Ersten Weltkrieg teilnehmen. Aufgrund der problematischen Nachkriegssituation im Australien der 1920er Jahre erlernte Harry nie einen Beruf und hält sich stets durch diverse Geschäfte über Wasser. Zu Beginn ist er mit Rose verheiratet. Nachdem sich niemand findet, der den Laden der Kaufmanns führt, ziehen Harry und Rose in das Haus der Kaufmanns und betreiben den Laden. Nach dem tragischen Tod von Rose lernt Harry die Armeeangehörige Louise „Lou“ kennen und heiratet sie. Als Louise von Melbourne nach Sydney versetzt wird, gibt Harry den Laden auf und folgt ihr.

- Rose (Maggie Dence) ist die Ehefrau von Harry. Nach einiger Zeit fällt sie in Depressionen und ertrinkt im Yarra River bei einem Picknick.

- Maggie Hayward (Vikki Hammond) ist die geschiedene Barbesitzerin des Pubs The Great Southern. Maggie hat als junge Frau ein Kind zur Welt gebracht und anschließend zur Adoption freigegeben. Durch einen Anwalt erfährt sie, dass ihre mittlerweile erwachsene Tochter nach ihr sucht und beide beginnen einen Kontakt aufzubauen. Schließlich zieht Alice, die mittlerweile ihre Adoptiveltern verloren hat, bei Maggie ein. Später heiratet Maggie Norm Baker (Norman Yemm), mit dem sie während seiner Militärzeit auf Neuguinea einen schriftlichen Kontakt hatte.

- Norm Baker (Norman Yemm) diente zusammen mit Dave Sullivan zusammen im Ersten Weltkrieg. Er zieht zusammen mit Tom Sullivan in den Zweiten Weltkrieg und wird Kapitän. Schließlich heiratet er, nach dem Tod seiner ersten Frau Melina (Chantal Contouri), Maggie Hayward.

- Alice ist die Tochter von Maagie Hayward. Sie wuchs bei Adoptiveltern auf und suchte nach deren Tod Kontakt zu ihrer leiblichen Mutter. Alice verliebt sich in Michael Watkins, den Neffen von Mrs. Jessup. Nach vielen Problemen heiraten beide nach Michaels Rückkehr aus dem Lazarett. Alice, die aushilfsweise als Schaffnerin arbeitet, gibt ihre Tätigkeit auf und kauft von ihrem Erbe den verwaisten Laden der Familie Kaufmann. Michael ist gegen diesen Kauf und verweigert jegliche Unterstützung.

- Melina (Chantal Contouri) ist von Kreta und die erste Frau von Norm Baker. Sie wird von einem Nazi-Offizier hingerichtet.

- Jack (Reg Gorman) ist Barmann im Pub und diente im Ersten Weltkrieg ebenfalls zusammen mit Dave Sullivan.

- Ida Jessup (Vivean Gray) ist die Nachbarin der Sullivans, welche direkt nebenan wohnt. Sie ist im englischen Battersea geboren und aufgewachsen. Ihr verstorbener Mann diente im Ersten Weltkrieg und kehrte als Invalide nach einer Gasvergiftung zurück nach England. Anfänglich eher durch den Klatsch und Tratsch in der Nachbarschaft zeigt sie im Verlauf der Serie immer mehr Verständnis und Mitgefühl für die Handlungen der anderen Bewohner. Später heiratet sie den Engländer Arthur Pike (Wallace Eaton).

- Bert Duggan (Peter Hehir) ist, zusammen mit seiner vernachlässigten Frau Lil (Noni Hazelhurst), Untermieter von Ida Jessup. Um einer Haftstrafe wegen illegalen Bücherherstellens zu entgehen, zieht er in den Krieg und wird in Nordafrika getötet.

- Hans Kaufmann (Leon Lissek) ist Ladenbesitzer des The Universal Shop ein deutscher Einwanderer, welcher im Verlauf der Serie zunehmend wegen seiner Herkunft Probleme bekommt. Schließlich, nach Kriegsausbruch, wird er offiziell als Feind betrachtet.

- Lottie Kaufmann (Marcella Burgoyne) ist die Ehefrau von Hans Kaufmann. Auch sie erfährt Schikanen aufgrund ihrer Herkunft und wird ebenfalls offiziell als Feindin bezeichnet, nachdem der Krieg ausgebrochen ist. Das Ehepaar wird deswegen interniert.

- Anna Kaufmann (Ingrid Mason) ist die Tochter von Hans und Lottie und die spätere Ehefrau von John Sullivan. Aufgrund dieser Tatsache wird sie nicht als Feindin angesehen und entgeht den Schikanen, denen ihre Eltern ausgesetzt sind. Allerdings wird sie später sehr krank und stirbt.

### Bekannte Schauspieler als Nebenfiguren
Eine Reihe von später bekannten Schauspielern sind als Nebenfiguren aufgetreten. Die Serie verhalf so manchen Schauspielern zu ihren Karrieren.
- Kerry Armstrong (Episoden 281 bis 282 und 1061 bis 1062)
- Mel Gibson (Episoden 369 bis 372)
- Kylie Minogue (Episoden 635 bis 642)
- Sam Neill (Episoden 519 bis 558)
- Gary Sweet (Episoden 739 bis 1114)
- Sigrid Thornton (Episoden 132 bis 151)

## Ausstrahlung
In Australien strahlte der Sender Nine Network die Serie zwischen dem 15. November 1976 und dem 10. März 1983 aus. Im Vereinigten Königreich übernahm ITV u. a. die Ausstrahlung, in Irland RTÉ One und in Gibraltar GBC TV.
In Deutschland wurde die Serie erstmals ab März 1997 bei DF1 Herz & Co und bis Dezember 1999 dort und auf dem Nachfolgersender Sunset gezeigt, bedingt durch den Zusammenschluss von DF1 und Premiere zu Premiere World. Erst knapp 40 Jahre nach der Erstausstrahlung in Australien zeigte Das Vierte die Serie vom 1. Juli 2013 bis 31. Dezember 2013 im deutschen Free-TV. Dabei strahlte man täglich vier Episoden der Serie zur Mittagszeit aus. Ab 2017 wurde die Serie auch auf Bibel TV ausgestrahlt.

## DVD-Release
Zunächst veröffentlichte man nur in den Niederlanden die Serie mit englischen Originalton und niederländischen Untertiteln. Am 24. Juni 2013 erschienen die ersten 400 Folgen auf acht DVDs dann auch in Australien. Eine weitere DVD mit The John Sullivan Story erschien ebenfalls. Im Vereinigten Königreich erschienen Volume 1 (Folgen 1–50) am 12. März 2012, Volume 2 (Folgen 51–100) am 30. Juli 2012 und Volume 3 und 4 (Folgen 101–150, 151–200) am 27. Mai 2013.
In Deutschland war geplant Staffel 1 (Folgen 1–50) am 31. Oktober 2013, Staffel 2 (51–100) am 31. Januar 2014, Staffel 3 (Folgen 100–150) am 17. April 2014 und Staffel 4 (Folgen 151–200) am 18. Juli 2014 unter dem Label von Fernsehjuwelen der Firma Alive AG erscheinen zulassen. Die Produktion verzögerte sich allerdings, sodass Staffel 1 am 3. Januar 2014, Staffel 2 am 31. Januar 2014, Staffel 3 am 25. April 2014 und Staffel 4 am 2. Oktober 2014 auf DVD erschien.

## Fernsehfilm
Der Fernsehfilm The John Sullivan Story von 1979 behandelt die Zeit John Sullivans nach seinem Verschwinden bis zum Auftauchen in London.
Nachdem sein Schiff untergangen ist, wird John von einem Jugoslawen gerettet. Dessen Vorgesetzter Marko bringt John nach Mazedonien, wo er als Arzt arbeiten soll. Er rettet das Leben eines jüdischen Mädchens und wird daraufhin von der Gestapo gesucht. Er kann jedoch fliehen und trifft kurze Zeit später auf zwei Engländer und will als Partisan leben. Er verlässt Jugoslawien.